# 남원 대복사 극락전
남원 대복사 극락전(南原 大福寺 極樂殿)은 대한민국 전북특별자치도 남원시 대복사에 있는 극락전이다. 1984년 4월 1일 전북특별자치도의 문화재자료 제48호로 지정되었다.

## 개요
이 건물은 극락세계를 주관하는 아미타불을 모신 법당이다. 목조 기와건물로 임진왜란 때 불타버려 조선 철종(1849~1863) 때 다시 지었다. 대복사는 교룡산성 남쪽 산자락에 위치하는데, 신라 진성여왕 7년(893년)에 도선 스님이 이곳의 지세가 너무 강하다고 여겨, 이를 누르기 위해 대곡암암이란 절을 세웠다고 한다. 임진왜란으로 절이 파괴된 후, 철종 때 강대복이 이 극락전을 다시 짓고 대복사라 고쳐 불렀다. 법당 앞에는 오래된 돌부처와 커다란 탑의 석재가 남아있어, 이 절의 거대했던 규모를 짐작케 한다.

## 같이 보기
- 대복사

## 참고 자료
- 대복사극락전 - 국가유산청 국가유산포털